# Толкачёв, Владимир Николаевич
Владимир Николаевич Толкачёв (род. 17 июня 1951, Серов, Свердловская область) — российский джазовый музыкант, руководитель биг-бэнда, аранжировщик, композитор, саксофонист и кларнетист. Работает в широком спектре жанров: от свинга до фри-джаза, от фьюжна до рок-н-ролла. Один из самых универсальных джазовых исполнителей Новосибирска. Лауреат филармонической премии «Золотой ключ» (2000), Заслуженный артист России (2002).

## Ранние годы
Владимир Толкачёв родился в городе Серове Свердловской области. В 1971 году окончил Свердловское музыкальное училище имени П. И. Чайковского по классу баяна и саксофона, после чего служил в армии, в музыкальном взводе (г. Чехов-3). Начал играть в эстрадных и джазовых ансамблях Свердловска, работал в танцевальном оркестре Дворца культуры Урал (1974-75). В 1975 переехал в Новосибирск и вошёл в «МИТ» («Музыкальное импровизационное трио» с барабанщиком Сергеем Беличенко и контрабасистом Сергеем Панасенко). Несколько лет играл в оркестре цирка, входил в ансамбль «Золотые годы джаза» и квартет Homo Liber (позже так же назывался дуэт с пианистом-композитором Юрием Юкечевым). В составе Homo Liber впоследствии (в 1989 году) принял участие в серии концертов «Современный советский джаз» в Цюрихе, наряду с ГТЧ, Сергеем Курёхиным, Три «О» и другими. В 1981 году окончил Новосибирскую консерваторию им. М. И. Глинки по классу саксофона, после чего стал преподавателем, а позже — профессором кафедры духовых инструментов консерватории.

## Биг-бэнд

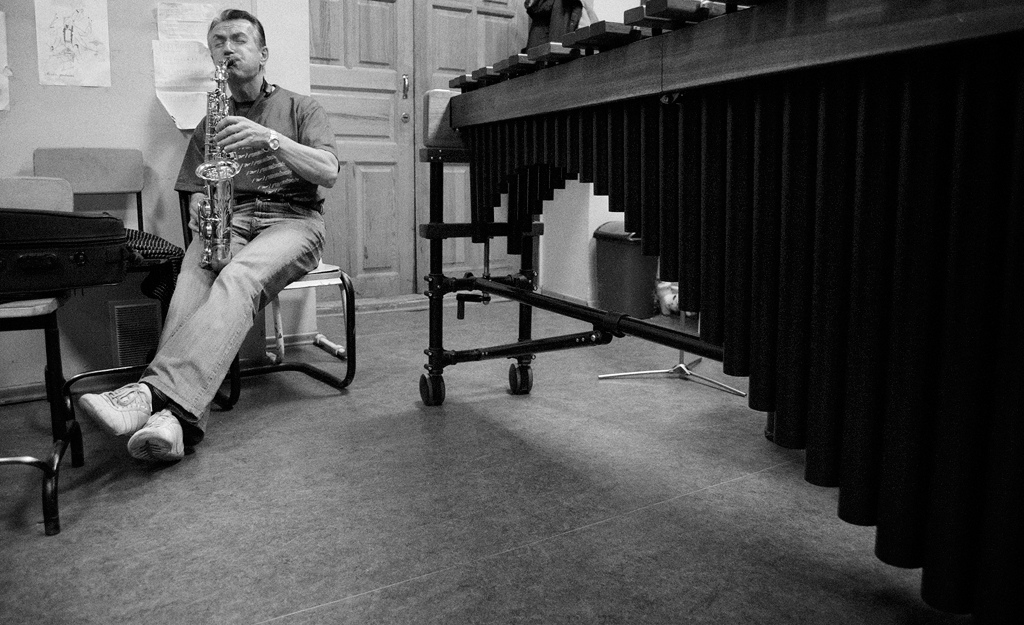
Владимир Толкачёв на репетиции выступления с Оливером Лэйком, 21.10.2010

В 1984 году Владимир Толкачёв основал студенческий биг-бэнд, в 1991 году переименованный в Eurosib International Orchestra. В репертуар оркестра вошли как собственные произведения Владимира Николаевича (в некоторых из них чувствовалась тяга к «свободному» звучанию, к фри-джазу), так и классика джаза, в том числе «Шекспир-сюита» и 2-й духовный концерт Дюка Эллингтона, концертный вариант оперы Джорджа Гершвина «Порги и Бесс», произведения Игоря Стравинского, Александра Глазунова, Леонарда Бернстайна и другие. В 1993 году оркестр получил статус профессионального коллектива, а в 1994 году вошёл в состав Новосибирской государственной филармонии. Название Eurosib International Orchestra продержалось несколько лет, и сейчас коллектив, состоящий из 22 музыкантов, известен под названием «Биг-бэнд Владимира Толкачёва». Оркестр играл с большим количеством джазовых музыкантов, известных на российской и мировой сцене. В активе биг-бэнда — гастрольные туры по многим странам Европы и выступления на крупнейших джазовых фестивалях, среди которых — Pori Jazz (Пори, Финляндия) и Montreaux Jazz Festival (Монтрё, Швейцария).
В октябре 2009 года оркестр принял участие в международном фестивале «Jazz in Jeans» в родном Новосибирске, где музыканты выступили совместно с американской джазовой певицей Николь Генри, а в октябре 2010 — в следующем прошедшем в Новосибирске международном фестивале, SibJazzFest, где приглашёнными солистами стали участники мемориального оркестра Сиднея Беше. Сам Владимир Николаевич солировал в совместном выступлении с известным фри-джазменом Оливером Лэйком.

## Цитаты
Эту музыку могут слушать не все, безусловно. Вот эти два процента, о которых шла речь, — наверное, так оно и есть. Наверное, у нас не больше здравомыслящих людей. Ведь джазовая музыка несёт социальный контекст. Эта импровизация, эта свобода… Не каждый может выносить свободу, не каждый в состоянии её переживать. Поэтому джазовая музыка как раз предназначена этим двум процентам. Я вижу в зале разных по возрасту людей — и молодых, и пожилых. То есть возраст в этом случае не имеет значения. Это не попса, которую должны слушать тинейджеры.Из интервью Елены Глущенко с Владимиром Толкачёвым
Джаз - это полный симбиоз всех чувственных возможностей человека. И только человек высокого личностного и художественного развития способен получать эстетическое наслаждение от соприкосновения с этим феноменом. Я уж не говорю об уникальности такого явления, как свинг, для восприятия которого нужна особая перцептивная культура. Поэтому психологический тип потребителя джазовой музыки может быть соотнесен с эстетическими свойствами самого искусства. Джазмен - это воплощение свободы и экстатичности, духовности и спонтанности; и эти качества он утверждает в своей жизни, это человек, которого не удовлетворяет поп-музыка (в силу полной убогости своего содержания) и академическое искусство (в силу отсутствия природно-стихийной чувственности). Джаз - воплощение всех недостающих качеств того и другого вида, он сочетает высокую сложность своего языка с интенсивной эмоциональностью.Из интервью Владимира Толкачёва журналу Джаз.Ру
У меня совершенно нет ощущения, что всё заполонила попса, что, как говорят некоторые академические музыканты, их «драгоценное искусство страдает», что они хотели бы ещё больше «расширять влияние». Они, глупенькие, не понимают, что всё в обществе происходит по естественным законам. Общество не нуждается ни в революциях, ни в перевоспитании. Оно большое, и много различных видов музыки соответствует потребностям каждой части этого общества. Тот факт, что популярное искусство потребляет большинство — это объективный процесс. Они хотят всех сделать слушателями академической или джазовой музыки? А зачем? Это очень негуманно. Есть люди, которые не хотят истин сложнее тех, которые они постигают каждый день, сидя в машине и слушая что-то. Так что я как человек гуманистических убеждений предпочитаю оставить всё на своих местах.Из интервью Елены Глущенко с Владимиром Толкачёвым
Мне кажется, что в основе восприятия нашей публики лежит какой-то коммунистический атавизм. Отношение нашей публики к артисту, прежде всего, как минимум, настороженное. «Ну-ка, посмотрим, что ты мне покажешь. Я вот заплатил 150 рублей, посмотрим, что ты тут сыграешь». На Западе отношение совершенно противоположное, там человек ждёт не дождётся любой возможности получить положительные эмоции.Из интервью Елены Глущенко с Владимиром Толкачёвым

## Дискография
- Homo Liber. Siberian Four (1987)
- Сибирский джаз, пл. 1 (1988)
- Джаз у старой крепости-92 (1992)
- Школьная тетрадь (1995, биг-бэнд)
- Сибирский джаз. Антология 1 (1996)
- Евросиб Интернейшнл джаз-оркестр (1998)
- Мундир генерала (2002)
- Vladimir Tolkachev Big Band Plays Duke (2004)
- Поезд на Чаттанугу